# Trois cadavres au pensionnat
Trois cadavres au pensionnat (The Unorthodox Corpse) est un roman policier de l’écrivain australien Carter Brown publié en 1957 en Australie. Le livre paraît en France en 1959 dans la Série noire. La traduction, prétendument "de l'américain", est signée Maurice Tassart. 
C'est une des nombreuses aventures du lieutenant Al Wheeler, bras droit du shérif Lavers dans la ville californienne fictive de Pine City - la cinquième traduite en français aux Éditions Gallimard. Le héros est aussi le narrateur.

## Résumé
- Le shérif Lavers propose à Al Wheeler de réintégrer ses services, après une tentative de trois mois comme enquêteur privé. Et la première corvée que le shérif confie au redevenu lieutenant Wheeler, c'est une conférence devant le personnel et les pensionnaires de l'Institution Bannister, "école de perfectionnement la plus huppée de tout l'état", accueillant cinquante jeunes filles de dix-huit à vingt et un ans. Et seulement quatre hommes… Une mission  de rêve pour un séducteur. Hélas, au cours du numéro de magie qui suit la causerie du lieutenant, une jeune spectatrice est poignardée dans l'obscurité. S'ensuivent des disparitions (et réapparitions) de bijoux, de suspects et même de cadavre, qui transforment cette nuit en enfer, où les jeunes anges jouent parfois les petits démons.
- Bien que très éloigné du théâtre classique, le roman respecte la règle des trois unités, puisque tout se passe en moins de douze heures, au sein de la pension Bannister.

## Personnages
- Al Wheeler, lieutenant enquêteur au bureau du shérif de Pine City.
- Le shérif Lavers.
- Le sergent Polnik.
- L'inspecteur Slade.
- Annabelle Jackson, secrétaire du shérif.
- Doc Murphy, médecin légiste.
- Miss Edwina Bannister, directrice de l'Institution Bannister.
- Miss Agatha Tomlinson, professeur de culture physique.
- Edward Pierce, professeur d'art.
- Augustus Dufay, professeur de langues.
- Caroline Partington, étudiante.
- Joan Craig, étudiante.
- Nancy Ritter, étudiante.
- Le Grand Méphisto, prestidigitateur.
- Pic, son assistant.

## Édition
- Série noire no 506, 1959,  (ISBN 2070475069). Rééditions : La Poche noire no 110 (1970),  (ISBN 9782071024123) - Carré noir no 112 (1973),  (ISBN 2070431126).

## Autour du livre
- L'enquête fait plusieurs fois allusion à Lizzie Borden, vieille fille accusée d'un double meurtre aux États-Unis en 1892.